# Klanc
Klanc este o localitate din comuna Dobrna, Slovenia, cu o populație de 375 de locuitori.